# Reacció de Baylis-Hillman
La reacció de Baylis-Hillman és una reacció química en la que un aldehid reacciona amb un grup electro-atraient α,β-insaturat per donar un alcohol al·lílic. Aquesta reacció també es coneix com a reacció de Morita-Baylis-Hillman (MBH) i està catalitzada per amines terciàries (típicament DABCO: 1,4-diazabiciclo[2.2.2]octà) i fosfines.

## Mecanisme
La reacció comença amb l'atac nucleofílic del DABCO 1 sobre el compost carbonílic α,β-insaturat 2, generant l'espècie zwitteriònica 3. Aquest compost pot atacar l'aldehid per donar el β-cetoalcohol 4. L'eliminació del DABCO i la protonació del grup alcòxid porten a l'obtenció de l'alcohol al·lílic 5.